# Кукуртли-Колбаши
Кукуртли-Колбаши (Кюкюртлю, Кюкюртлю-Кол-Баши) — горная вершина в Карачаево-Черкесии, одна из самых высоких в России.
Вершина Кюкюртлю располагается в западном отроге массива Эльбрус. Высота горы достигает 4624 м. Название вершины в переводе с карачаевского означает «серная гора».